# Linowo (przystanek kolejowy)
Linowo – przystanek kolejowy w Linowie, w gminie Świecie nad Osą, w powiecie grudziądzkim, w województwie kujawsko-pomorskim.

## Ruch pasażerski
| Rok  | Wymiana pasażerska na dobę |
| ---- | -------------------------- |
| 2017 | 20-49                      |
| 2022 | 20-49                      |